# Mirco Lorenzetto
Mirco Lorenzetto é um ciclista profissional italiano. Nasceu em Vittorio Veneto a 13 de julho de 1981. É profissional desde 2004. Depois da sua retirada converteu-se em director desportivo  do conjunto Roth-Skoda.

## Palmarés
| 2002 (como amador) - Troféu Banca Popular de Vicenza - 2 etapas do Tour de Berlim 2003 (como amador) - Troféu Edil C 2007 - 1 etapa do Tour do Mediterrâneo 2008 - 1 etapa da Volta à Comunidade Valenciana - 1 etapa do Volta à Turquia | 2009 - 2 etapas do Giro di Sardegna - Giro do Friuli 2010 - 1 etapa da Volta à Polónia |

## Resultados nas grandes voltadas
| Carreira           | 2004 | 2005 | 2006 | 2007 | 2008 | 2009 | 2010 | 2011 |
| ------------------ | ---- | ---- | ---- | ---- | ---- | ---- | ---- | ---- |
| Giro d'Italia      | -    | 109º | Ab.  | 109º | Ab.  | -    | -    | -    |
| Tour de France     | -    | -    | -    | -    | -    | -    | 166º | -    |
| Volta a Espanha    | -    | Ab.  | -    | -    | -    | -    | -    | -    |
| Mundial em Estrada | -    | -    | -    | -    | -    | -    | -    | -    |

-: não participa

Ab.: abandono

## Equipas
- De Nardi (2004)
- Domina Vacanze (2005)
- Team Milram (2006-2007)
- Lampre (2008-2010)
- Astana (2011)